# Grebben
Grebben ist ein Ortsteil von Oberbruch, Der Stadtbezirk Oberbruch ist ein Ortsteil von Heinsberg der westlichsten Kreisstadt Deutschlands und liegt im Regierungsbezirk Köln in Nordrhein-Westfalen.

## Lage
Grebben liegt zwischen den Heinsberger Stadtteilen Oberbruch, Hülhoven und Eschweiler.

## Religion
In Grebben existiert eine Kapelle aus dem Jahr 1934, die 2005 saniert wurde.
Der Ort gehört zur Pfarre Eschweiler.

## Kultur und Sehenswürdigkeiten
Seit dem 21. Mai 2005 sind die Ortsteile Eschweiler, Grebben und Hülhoven mit ihren Vereinen in einem Ortsring organisiert.
Die Aufgaben des Ortsringes e. V. sind
- Erhalt und Förderung heimischen Brauchtums
- Landschafts- und Denkmalpflege
- Unterstützung kultureller Bestrebungen und Veranstaltungen
- Heimat- und Dorfpflege
- Dorfverschönerungsmaßnahmen
- Koordinierung von Terminen
- Erstellung eines Veranstaltungskalenders

## Verkehr
Grebben wird von den AVV-Buslinien 401, 402, 472 und 493 der WestVerkehr angefahren, welche auf unterschiedlichen Linienführungen eine Verbindung zwischen der Stadt Heinsberg und den Bahnhöfen Lindern bzw. Erkelenz herstellen.
| Linie | Verlauf |
| ----- | --- |
| 401   | Erkelenz Bf – Erkelenz ZOB – Scheidt – Granterath – Hetzerath – Doveren – Hückelhoven – Schaufenberg – Ratheim – (Dremmen Bf –) Oberbruch – Grebben – Heinsberg Kreishaus – Heinsberg Busbf                                 |
| 402   | (Erkelenz ZOB → Erkelenz Süd) / (Erkelenz Bf ← Erkelenz Süd) – Granterath – Baal Kirche – Baal Bf – Doveren – Hückelhoven – Millich – Ratheim – Dremmen Bf – Oberbruch – Grebben – (Heinsberg Kreishaus –) Heinsberg Busbf  |
| 472   | Heinsberg Busbf – Schleiden / (Aphoven – Laffeld – Scheifendahl – Erpen) – Straeten – Waldenrath – Birgden (– Schierwaldenrath – Langbroich – Vinteln – Gangelt)                                                            |
| 493   | Heinsberg Busbf – (Heinsberg Kreishaus –) Schafhausen – Eschweiler – Grebben – Oberbruch – Hülhoven – Dremmen – (Dremmen Bf –) Porselen – Horst – Randerath – (Lindern Linnicher Str. ←) Lindern Bf – Linnich-SIG Combibloc |

Grebben liegt an der Bahnstrecke Heinsberg–Lindern.